# ATC kód D10
ATC kód D10 Přípravky k léčbě akné je hlavní terapeutická skupina anatomické skupiny D. Dermatologika.

## D10A Léčiva k terapii akné pro lokální aplikaci

### D10AD Retinoidy pro lokální aplikaci k terapii akné
D10AD01 Tretinoin
D10AD03 Adapalen
D10AD54 Isotretinoin, kombinace

### D10AE Peroxidy
D10AE01 Benzoylperoxid
D10AE51 Benzoylperoxid, kombinace

### D10AF Antiinfektiva k terapii akné
D10AF01 Klindamycin
D10AF02 Erythromycin
D10AF52 Erythromycin v kombinaci

### D10AX Jiná léčiva k terapii akné pro lokální aplikaci
D10AX03 Kyselina azelaová

## D10B Přípravky k terapii akné pro systémovou aplikaci

### D10BA Retinoidy pro systémovou aplikaci k terapii akné
D10BA01 Isotretinoin

## Poznámka
- Registrované léčivé přípravky na území České republiky.
- Informační zdroj: Státní ústav pro kontrolu léčiv, Všeobecná zdravotní pojišťovna.